# ループスライダー
『ループスライダー』は、真心ブラザーズの16枚目のシングル。1997年1月22日にKi/oon Sony Recordsから発売された。

## 概要
ベストアルバム『B.A.D.(Bigger and Deffer) 〜MB's Single Collection』の先行シングル。
ゲストボーカルとしてPUFFYが参加している。
カップリング曲の「ぼくはぼく」の歌詞は割愛されている。

## 収録曲
1. ループスライダー
作詞・作曲：桜井秀俊、編曲：真心ブラザーズ
2. ぼくはぼく
作詞・作曲：倉持陽一、編曲：真心ブラザーズ
3. ループスライダー（オリジナル・カラオケ）